# Movimento para a Autonomia da Cabília

O Movimento para a Autonomia da Cabília (em cabila: Timanit i Tmurt n Yeqbayliyen; em francês:  Mouvement pour l'autonomie de la Kabylie) é uma organização não-violenta autonomista que busca um auto-governo para a província de Cabília, na república da Argélia.